# Инзовка (приток Кондобы)
Инзовка — река в России, протекает в Нейском районе Костромской области. Устье реки находится в 34 км по правому берегу реки Кондоба. Длина реки составляет 11 км. В 2,5 км от устья принимает справа реку Пырмаз.
Инзовка начинается в лесу к юго-западу от посёлка Октябрьский. Течёт по ненаселённому лесу на юго-запад.

## Данные водного реестра
По данным государственного водного реестра России относится к Верхневолжскому бассейновому округу, водохозяйственный участок реки — Унжа от истока и до устья, речной подбассейн реки — Бассей притоков Волги ниже Рыбинского водохранилища до впадения Оки. Речной бассейн реки — (Верхняя) Волга до Куйбышевского водохранилища (без бассейна Оки).
По данным геоинформационной системы водохозяйственного районирования территории РФ, подготовленной Федеральным агентством водных ресурсов:
- Код водного объекта в государственном водном реестре — 08010300312110000016539
- Код по гидрологической изученности (ГИ) — 110001653
- Код бассейна — 08.01.03.003
- Номер тома по ГИ — 10
- Выпуск по ГИ — 0

### Притоки (км от устья)
- 2,5 км: река Пырмаз (пр)